# Сурков, Альберт Юльевич
Альберт Юльевич Сурков (23 апреля 1848 — 16 мая 1917) — предприниматель Архангельской области, Поморья, выходец из Европы, основавший многие предприятия, функционирующие до сих пор: ОАО ЛДК № 3, ОАО «Сокольский ЦБК» и других. Купец первой гильдии, потомственный почётный гражданин г. Архангельска, почётный член Архангельского общества изучения Русского Севера, активно занимавшийся благотворительностью.
Альберт Юльевич — настоящий патриот г. Архангельска и всего Русского Севера, приехавший сюда и положивший всю свою жизнь на развитие края, распространение просвещения, память которого незаслуженно забыта.

## Происхождение, Детство
Альберт Юльевич родился 23 апреля 1848 года, место его рождения, скорее всего, — местечко Ретово Ковенской губернии, Российской империи. Его отец — Юлий Карлович — прусский подданный, аптекарь, в 60-е годы XIX века приехал в Архангельскую губернию и занялся коммерцией и имел небольшой магазин, коптильню и жилой дом на Набережной
Так как происхождение Альберта Суркова, сыграло довольно важную роль на закате его жизни приведу цитату из статьи Евгения Овсянкина :
```

```

 ...По свидетельству самого Альберта Юльевича и его младшего брата Густава, их предки являлись русскими людьми, уроженцами Московской губернии. По семейным преданиям, прадед предпринимателя, будучи генералом российской армии, был откомандирован ко двору прусского короля, женился на немке и остался в Пруссии. Однако его потомки сравнительно быстpo вернулись в Россию... 
Братья Сурковы воспитывались как русские люди, старший брат Альберт сначала обучался в Рижской гимназии, а в 1867 году окончил Санкт-Петербургскую медико-хирургическую академию, получив диплом аптекарского помощника. Но он так и не занялся своей профессиональной деятельностью, сначала помогал отцу и за 3 года работы получил хороший опыт в бизнесе. В 1871 году отец умирает, оставляя в наследство старшему сыну неплохой стартовый капитал : коптильня, лавки и склады с товарами в Архангельске и Великом Устюге, кузница, три дома. Общая сумма всех средств составила свыше 40906 рублей. И необходимо заметить, что двадцатитрёхлетний Сурков не растерялся. В кассовой книге купца за 1871—1874 годы на первой странице каллиграфическим почерком выведена надпись:

 Налагаю на себя ношу: отец завещал после смерти продолжать его дело.

## Бизнес
Ситуация на Севере была совсем не радужной, многие не верили в возможность светлого будущего для него: многие люди старались уехать, купцы сворачивали свои дела, закрывались казённые предприятия, по данным из статьи об Архангельской Губернии, в 1830 году по уровню промышленного производства край занимает 30-е место из 52 губерний страны. Но талантливый купец смог основать и развить предприятия, которые боролись не только за российский, но и за иностранные рынки.

### С чего всё начиналось
Сурков стал временным 2-й гильдии купцом и первые несколько лет, верный делу отца, занимался торговлей основными товарами : мясом, пухом, солью, мукой, рыбой, копчёными оленьими языками, зелёным луком, домкратами, швейными машинами и т. п., причём за короткий срок добился значительных успехов. За 30 месяцев оборот товаров составил 656 482 рубля, а чистый доход купца 159 242 рубля. Его сделки становятся всё крупнее, торговля ведётся не единичным товаром, а большими партиями, он знакомится со многими известными бизнесменами того времени: Володиными, мезенскими предпринимателями Ружниковыми, и с большинством богатых архангельских купцов. Стремясь получить привилегии, которые давались русским купцам, 2 апреля 1875 года Альберт Юльевич становится Русским подданным, после чего становится постоянным 2-й гильдии купцом.

### Алкогольное производство

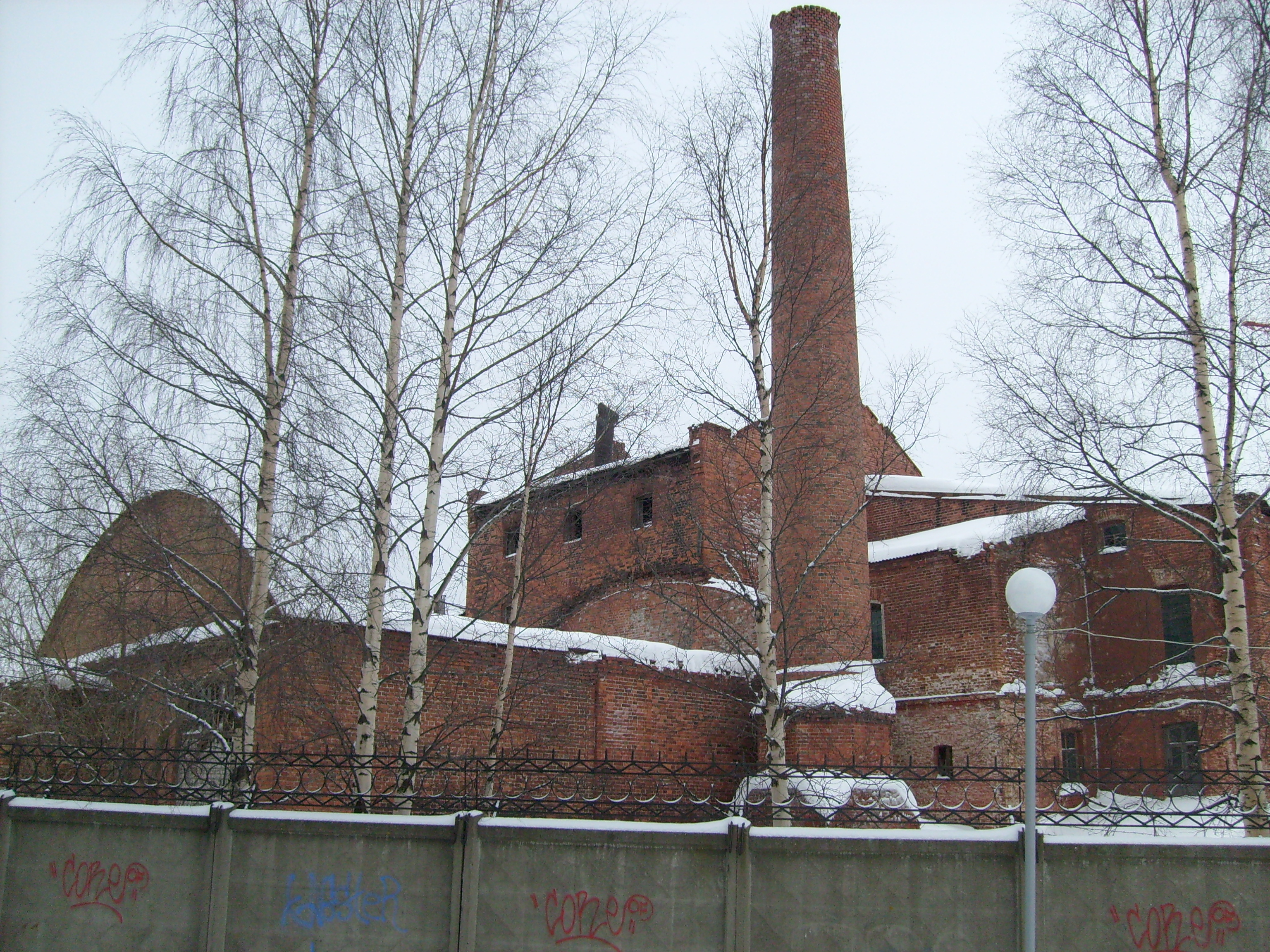
Безалкогольный и варочный цеха

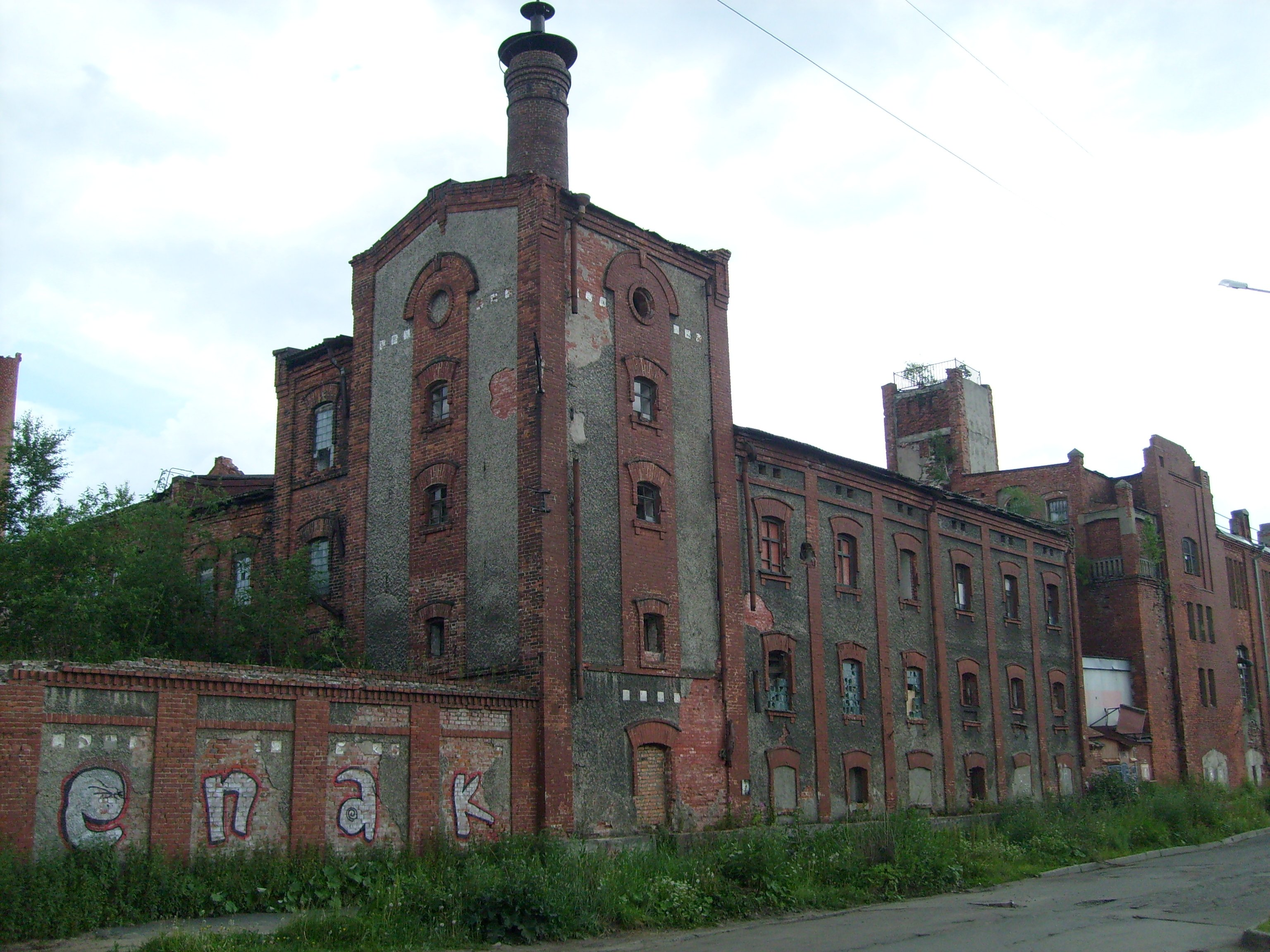
Главный корпус пивоваренного завода

Алкоголь давно стал ходовым товаром в нашей стране, многие купцы преумножили на нём свои капиталы. Так и Сурков в начале 70-х имел лишь мелочную лавку, а затем строит один за другим заводы: в 1876 — водочный, в 1877 деревоперегонный, в 1879 пивоваренный, а в 1881 винокуренный и лесопильный заводы. Здания винокуренных заводов, склады, казармы для работников сохранились по сей день, они не отреставрированы, но пропитаны историей.

### Лесное богатство

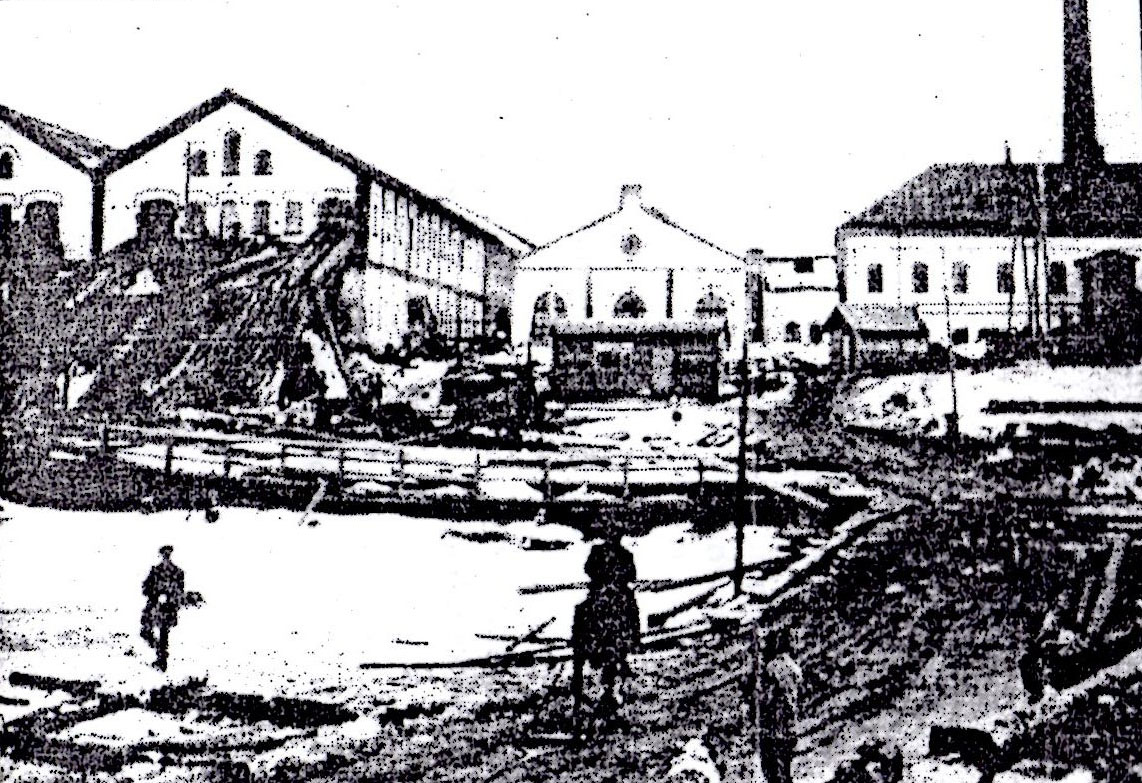
Лесопильный завод на 6-й версте

Хорошим толчком всему бизнесу стала удачная женитьба в 1878 году на дочери бельгийского и английского консула в Архангельске Лидии Шергольд, которая заметно повысила его статус, введя в самые верхние круги. Не маловажно и то, что после смерти тестя в 1879 году Сурков становится обладателем капитала двух богатых семейств.
Альберт Юльевич постепенно втянул в дела ещё совсем молодого брата своей жены Егора Иванович и фактически сделал его своей правой рукой, без малого 40 лет они решали задачи общего бизнеса.
26 марта 1881 года они учреждают фирму «Сурков и Шергольд». Но старт фирма брала, конечно, не с пустого места. Заблаговременно Сурков приобрёл на 6-й версте от Архангельске территорию лесной биржи и уже давно подступался к винокуренному заводу Костылева, расположенному неподалёку, с целью купить предприятия, и в 1881 году ему удалось сделать это, жена умершего Костылева уступила завод энергичным предпринимателям.
В самый день запуска винокуренного завода, там начала работу и однорамная лесопильная установка. Замысел был в том, чтобы распиливать добротную часть брёвен, поступавших в качестве топлива для совершения процесса производства водки. Итак с 16 июля 1881 года — даты приобретения купцами патента — ведёт свою историю лесозавод № 3, работающий до сих пор. Первое время Сурков и Шергольд указывали только о своём занятии винокурением и пивоварением и вывозили за границу винно-водочные изделия на сумму свыше 12 тысяч рублей.
Лесопилка начала основательную работу с 1 января 1885 года. В декабре фирма уведомила властей о постройке лесозавода рядом с винокуренным, уточняя, что это именно единый комплекс предприятий, а не 2 разных. Дело пошло в гору и в 1888 стал владельцем второго, а год спустя и третьего подобного предприятия. Причём Архангельский завод стал десятирамным, а Кемские заводы пяти- и двухрамными. 12 февраля 1904 года Сурков и Шергольд утвердили устав «Северного лесопромышленного Товарищества Сурков и Шергольд». Сурков стал одним из самых крупных лесопромышленников на Севере: большая часть паёв предприятий принадлежит именно ему. К началу первой мировой войны заводы достигают отличных показателей: в 1913 году на Кемском заводе выпускалось продукции на 1 015 727 рублей, в 1914 на заводе на 6-й версте было уже 12 пилорам.

### Производство бумаги
Одним из первых во всей России Альберт Сурков соорудил крупный целлюлозный завод. Первый попытку «устроить паровой завод по переработке древесины в древесную массу для производства писчей бумаги» он предпринял ещё в 1884, дело не состоялось, но он не сдался.
В 1897 году Сурков учредил «Северное общество целлюлозного и писчебумажного производства». Фирма создавалась «для производства в Вологодской губернии, Кадниковском уезде фабрики для производства целлюлозы и изделий из неё, а также торговли предметами означенного производства». Позднее предприятие назвали «Сокол» по деревне Соколово. Предприниматель взялся за это дело с размахом: начальный капитал составил 1 125 000 рублей, было куплено 7193 десятин земле недалеко от станции Сухона. Довольно быстро был достигнут успех : предприятие ежегодно выпускало 700 тыс. пудов целлюлозы и 100 бумаги. «Сокольский ЦБК» функционирует и по сей день.

### Дело не стоит на месте

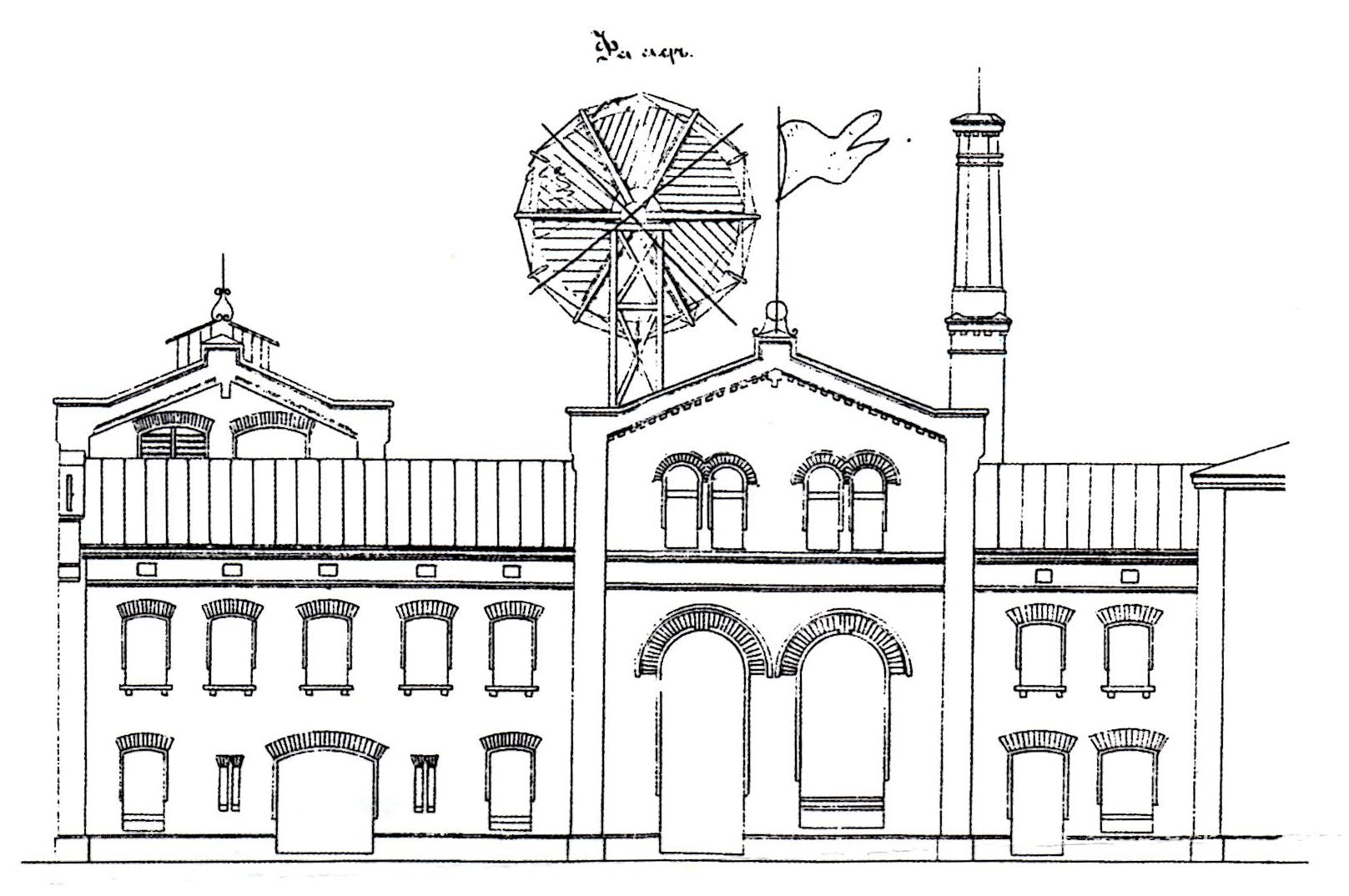
Проект пивоваренного завода, 1891 год

Во время бурной лесопромышленной деятельности не забывал Сурков и о винокурении. Заводы в городе всё расширялись, торговля велась всё активнее. К 1896 году Альберт Юльевич имел 22 лавки и винных погреба, часть из которых находилась в Холмогорах и Онеге. Годовой оборот этих заведений составлял более 340 тыс. рублей, прибыль — 25 600 рублей.
Особенно он заботился о пивоваренном заводе в центре города, на теперешней ул. Попова. В 1891 году утверждён план двухэтажной кирпичной пристройки, выполненный 'В. А. Никитиным'. Построено здание в 1899 году, об этом свидетельствуем дата на флюгере. В годы строительства, на этом корпусе был расположен ветряной двигатель для подъёма воды. В 1912 году был надстроен и третий этаж, а в 1913 году купец удвоил капитал заведения с 300 до 600 тысяч рублей, причём он владел 98 % акций завода. Опытные пивовары варили в год до 200 тысяч вёдер отменного напитка разных сортов: баварского, мартовского, портера и других.

### Вывод
Таким образом, к началу первой мировой войны, Сурков становится крупнейшим промышленником Севера. В 1913 году общая стоимость продукции всех его предприятий составила, по подсчётам С. И. Новикова, 7805 тысяч рублей.

## С заботой о людях

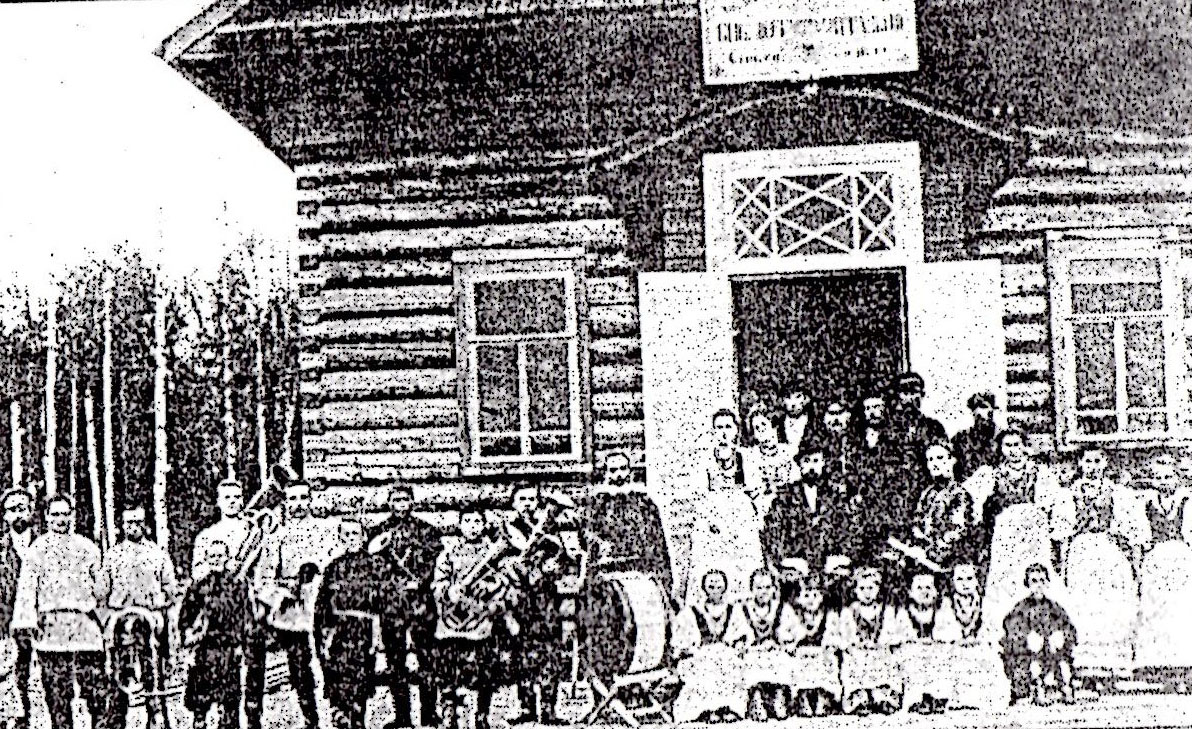
Театр, оркестр и хор рабочих при заводе Суркова И Шергольда

Сурков считал важной заботу о своих работниках. С расширением завода Суркова и Шергольда на 6-й версте при нём вырос посёлок рабочих и служащих. Были также казармы для сезонных рабочих. Здесь же находился приёмный покой с фельдшером. Взамен церковно-приходского было открыто заводское училище, с вечерними классами для взрослых, была устроена библиотека. Но самым выдающимся явлением того городка был, без сомнения, театр. Туда приглашались профессиональные труппы из города, после спектаклей устраивались танцы до полуночи и дольше. Эти вечера «на 6-й версте» были популярны даже в городе: организовывались специальные пароходные рейсы, довозившие и забиравшие горожан обратно. Завод приобрёл инструменты для духового оркестра, и дети рабочих могли обучаться музыке, сами же рабочие участвовали в выступлениях хора.
Показателен и тот факт, что даже в неспокойные годы первой русской революции рабочие участия в стачках не принимали. Как вспоминает дочь Роберта Шергольда, Эрна, её отец дал работникам разрешение участвовать в митинге, но рабочие сами не пожелали туда идти, а агитаторов, пытавшихся проникнуть на завод, прогнали струями из пожарных насосов.

## Другие факты

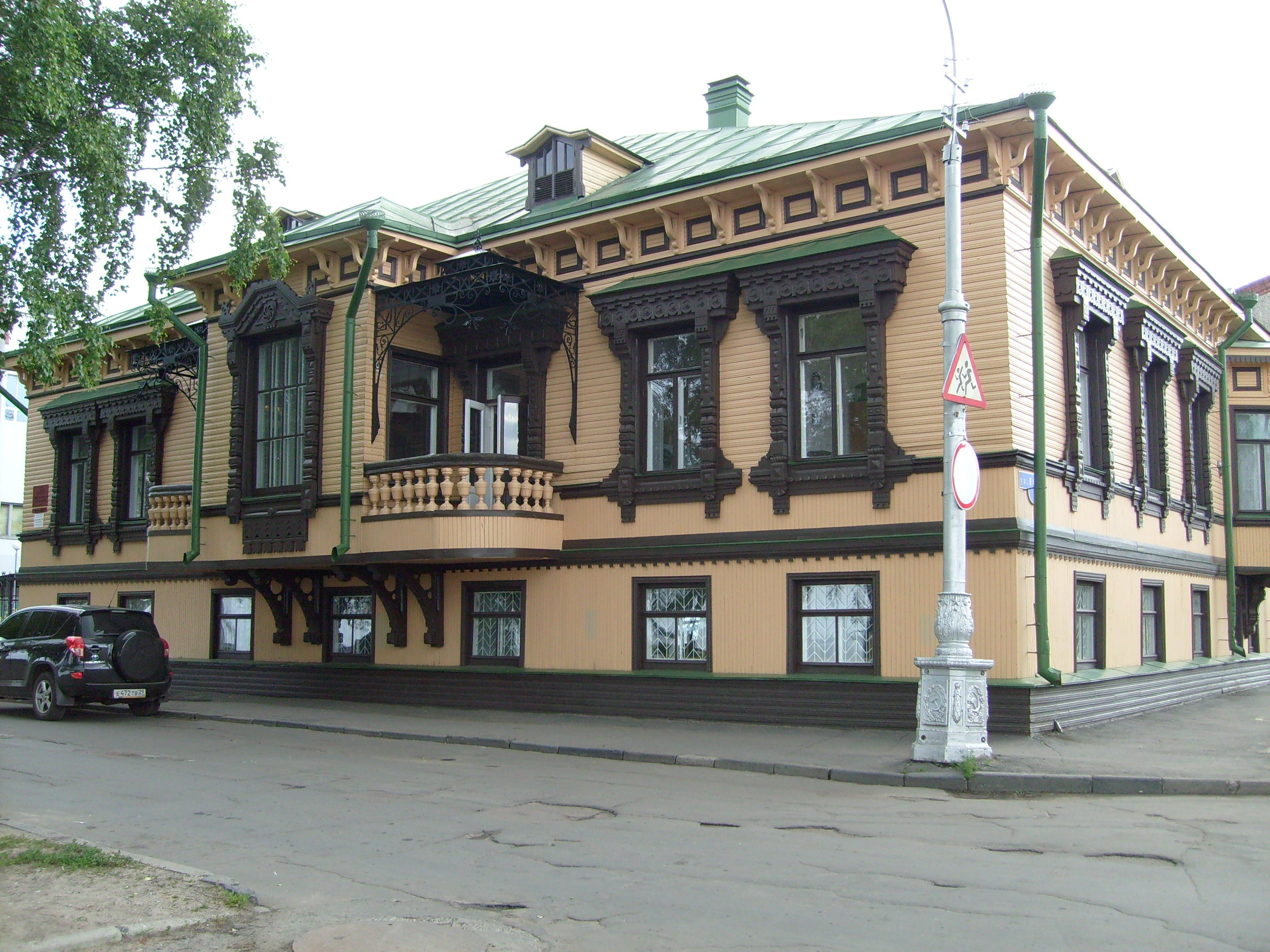
Особняк Суркова

Вообще, Альберт Сурков был человеком очень заинтересованным, активным, занимался многими проблемами Севера.
Он был совладельцем "Северного пароходного общества «Котлас-Архангельск-Мурман», которое осуществляло перевозки пассажиров и грузов.
Также он был почётным членом Архангельского общества изучения Русского Севера (АОИРС), за постоянную материальную поддержку. Он ежегодно вносил в общество 900 рублей, а после его смерти, тоже продолжали делать его родственники.
Он материально содействовал дноуглубительным работам в Архангельском порту.
Во время получения гражданства переделывает полученный в наследство ветхий дом, надстраивает второй этаж. Этот дом на Набережной отреставрирован в формах начала XX века и радует глаз. Через 11-12 лет предприниматель имел на набережной два обустроенных дома и дома на улицах Успенской, Олонецкой (ныне ул. Логинова и Гайдара), Троицком проспекте.
Материально содействовал экспедиции профессора Кристиана Биркеланда, за что был награждён норвежским орденом Св. Олфафа.
Много занимался благотворительностью, как и его супруга.

## Закат карьеры и жизни
В 1914 году грянула война с Германией. Всплыли корни Суркова, о которых упоминалось в начале. По всей России началось гонение на немцев, многие предприниматели и купцы, не имевшие гражданства, были депортированы. Кемский завод пришлось продать казне, завод на 6-й версте — удельному ведомству. В 1915 умирает жена, и Альберт Юльевич уезжает на фабрику «Сокол», где управляющим был его сын, там он занимается устройством школы для рабочих. Но в июне 1916 года на фабрике вспыхнул пожар, понёсший огромные убытки. Старику тогда было уже 69 лет, и он умер 16 мая 1917 года.

## Исследователи
Евгений Овсянкин, почётный доктор Поморского университета, кандидат исторических наук, много времени и сил отдал на изучение проблем и истории Русского Севера, в основном на его работах основана данная статья.

## Список литературы
- Е. И. Овсянкин — Завод на Северной Двине
- Е. И. Овсянкин — статьи в газетах «Правда Севера»,"Бизнес Севера"
- Сергей Гернет, Татьяна Трошина — Его пример другим наука — статья в газете «Архангельск»
- Л. Д. Попова — Зодчество Архангельска